# Raionul Balta
Raionul Balta (de la românescul baltă; în ucraineană Балтський район) este unul din cele 26 raioane administrative din regiunea Odesa din Ucraina, cu reședința în orașul Balta. A fost înființat în anul 1924 fiind atunci inclus în componența RASS Moldovenești, iar din 1940 în componența RSS Ucrainene. Începând din anul 1991, acest raion face parte din Ucraina independentă.

## Geografie
Raionul se învecineazǎ cu regiunea Vinnița în nord, raionul Savrani în est, în sud și sud-est cu raioanele Liubașivka, Ananiev și Bârzula, iar în vest cu raionul Codâma. Este situat în podișul Podoliei (altitudinile maxime variază între 280 - 400m), din care cauză relieful raionului este unul deluros. Distanța până la centrul regiunional, Odesa este de 226 km.
Clima temperat-continentalǎ este specifică raionului cu o temperatură medie a lunii ianuarie de -4.3 °C, a lunii iulie +20.1 °C, temperatura medie anualǎ +8.2 °C.

## Demografie

### Numărul populației la 1 ianuarie
| 2013    | 2014    | 2015    |
| ------- | ------- | ------- |
| ▼42.721 | ▼42.273 | ▼41.987 |

- Sursă:[1]

### Structura etnolingvistică
Componența lingvistică a raionului Balta
     Ucraineană (89,3%)
     Rusă (8,7%)
     Română (1,5%)
     Alte limbi (0,2%)
Conform recensământului din 2001, majoritatea populației raionului Balta era vorbitoare de ucraineană (89,3%), existând în minoritate și vorbitori de rusă (8,7%) și română (1,5%).
La 1 octombrie 2011 populația raionului era de 43,158 persoane. În total există 42 de așezări.
Potrivit recensământului ucrainean din 2001, populația raionului era de 48,604 locuitori. Structura etnică:
| Grup etnic            | Populație | % Procentaj |
| --------------------- | --------- | ----------- |
| Ucraineni             | 43,700    | 89.8%       |
| Ruși                  | 3,300     | 6.7%        |
| Moldoveni (declarați) | 1,000     | 2.0%        |
| Belaruși              | 100       | 0.2%        |
| Evrei                 | 100       | 0.2%        |